# Reggenza di Bolaang Mongondow Settentrionale
La reggenza di Bolaang Mongondow Settentrionale (in indonesiano: Kabupaten Bolaang Mongondow Utara) è una reggenza dell'Indonesia, situata nella provincia di Sulawesi Settentrionale.
| Controllo di autorità | VIAF (EN) 170891768 · LCCN (EN) no2011083189 |